# Uvala

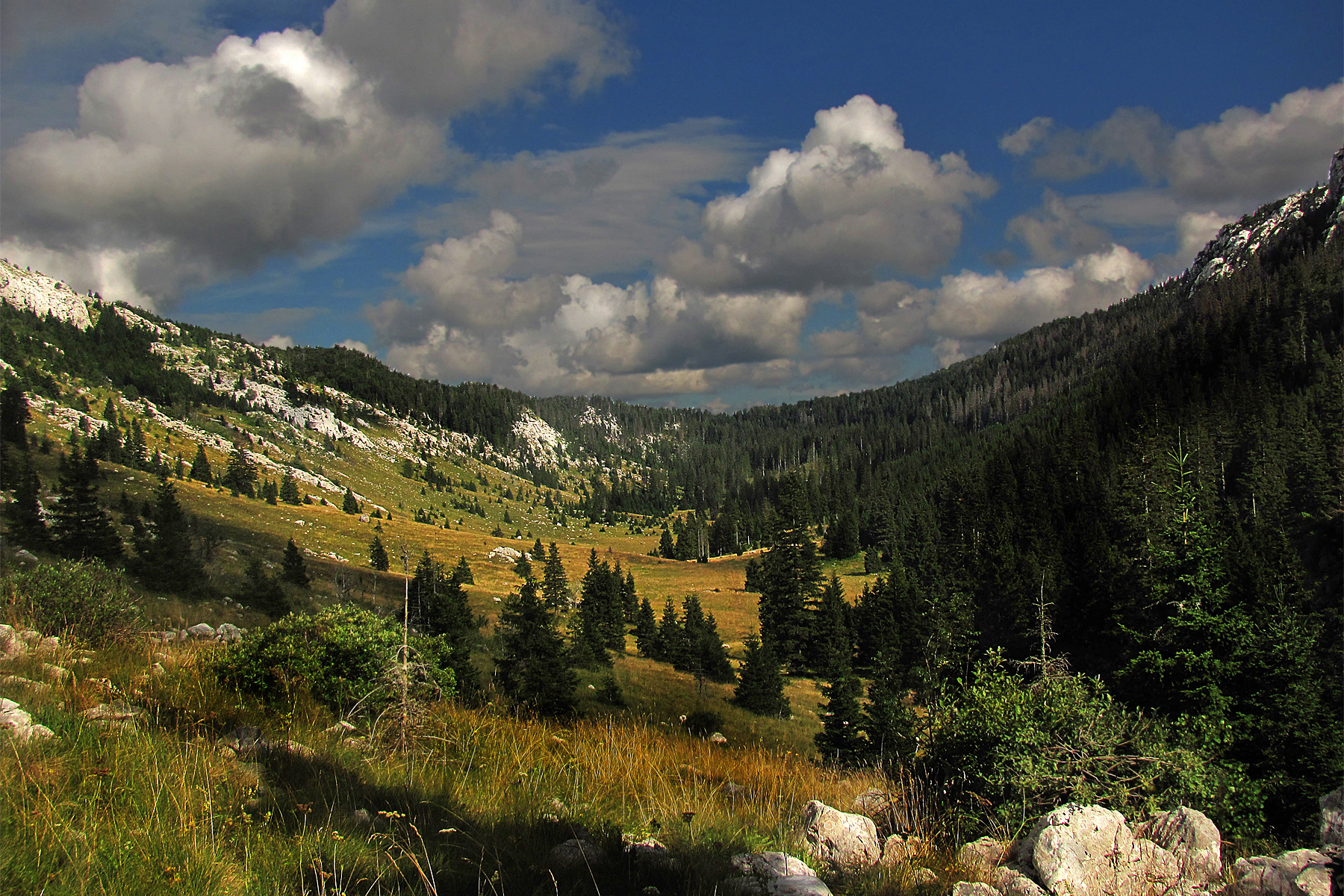
La "ulava" Lomska Duliba, en Krasno (Croacia) [una de las regiones que utilizan este topónimo geomorfológico].

Las uvalas son, en geomorfología, formaciones motivadas por la evolución de la dolina, pero más rápida en superficie que en profundidad. Son dolinas coalescentes que suelen generar depresiones amplias cerradas y de fondo plano o irregular donde se produce una intensa infiltración.
Bajo el nombre de uvalas se conocen aquellas depresiones de planta irregular, generalmente alargadas, originadas con frecuencia mediante la unión de dolinas individuales. Algunos autores las designan como dolinas compuestas. De tal manera, la uvala representa un estado avanzado en el desarrollo de las dolinas, lo cual comienza con la captación de las aguas a través de un punto de absorción, continúa con la ampliación y desarrollo de las dolinas y prosigue mediante la unión de las mismas. Las dolinas que dan lugar a estas depresiones complejas pueden ser no solo del tipo de disolución como sucede generalmente, sino también de otros tipos.

### Ejemplos de dolinas
Lehmann ha señalado el hecho de que en las regiones tropicales las uvalas se caracterizan por ser más irregulares, angulosas y estar circundadas por paredes de pendiente fuerte.
Se designa con el término de depresiones kársticas a aquellas uvalas que han ampliado su tamaño como consecuencia de un mayor desarrollo, e incluso debido a la unión de uvalas y dolinas individuales. Indudablemente que las depresiones kársticas representan el estado de desarrollo inmediato anterior a los poljés.